# Aspitates acuminaria
Aspitates acuminaria là một loài bướm đêm trong họ Geometridae.